# 2020년 하계 패럴림픽 성화 봉송
2020년 하계 패럴림필 성화 봉송은 2020년 하계 패럴림픽을 앞두고 2021년 8월 12일부터 24일까지 진행되는 성화 릴레이이다.
채화는 패럴림픽의 발상지인 영국 스토크맨더빌 병원에서 이루어지며 일본 국내에서는 700개소 및 개최지인 사이타마현, 지바현, 시즈오카현에서 행해진다.

## 성화 봉송 경로
8월 20일에 모여서 그 후에 도내에서 성화 릴레이를 하며 24일 개회식에서 점화될 예정이다.

## 같이 보기
- 올림픽 성화
- 1964년 하계 올림픽 성화 봉송
- 2020년 하계 올림픽 성화 봉송